# Hașag, Sibiu
Hașag,(în dialectul săsesc Hoisoyen, Hôšôzn, în germană Haschagen, Hassagh, în maghiară Hásság), este un sat în comuna Loamneș din județul Sibiu, Transilvania, România. Se află în partea de vest a județului,  în Podișul Secașelor.

## Istorie
- Prima atestare documentară a satului Hașag datează din 1263, într-un document în care se menționează că satele Witz (Ocna Sibiului), Hassach (Hașag) și Monora (Mănărade) sunt donate de Ștefan, regele Ungariei, unui feudal cu numele de Jula.

## Monumente ale naturii
La sud de sat se găsesc vulcanii noroioși, declarat monument al naturii în 2004. Primele observații științifice în zonă s-au efectuat în 1853.

## Personalități
- Johann Gottlieb Fabini (1791–1847), medic oftalmolog

## Vezi și
- Biserica fortificată din Hașag

## Imagini

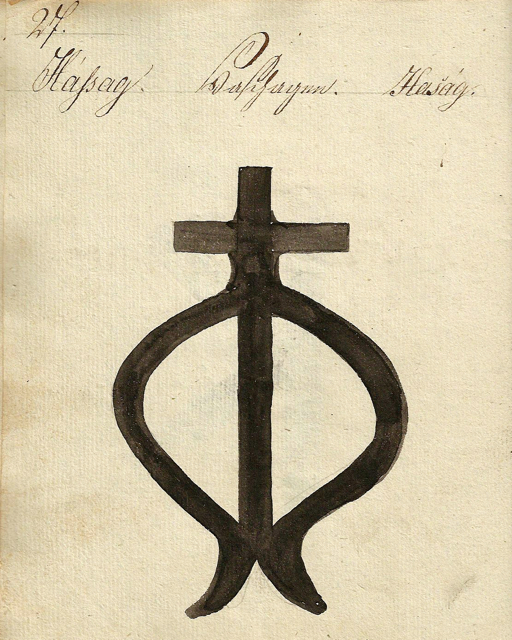
1826 - Danga pentru vitele din Haşag
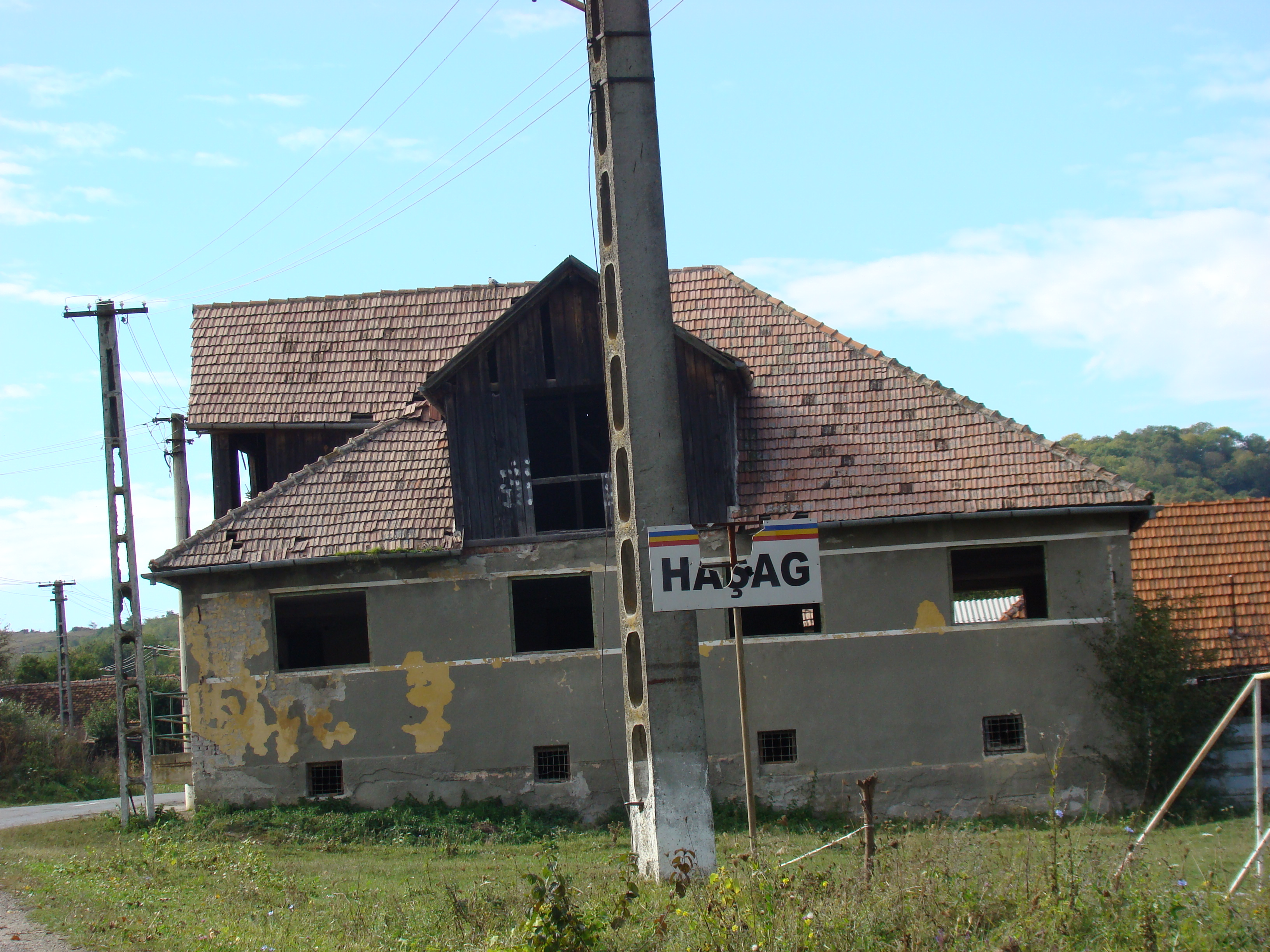
Hașag
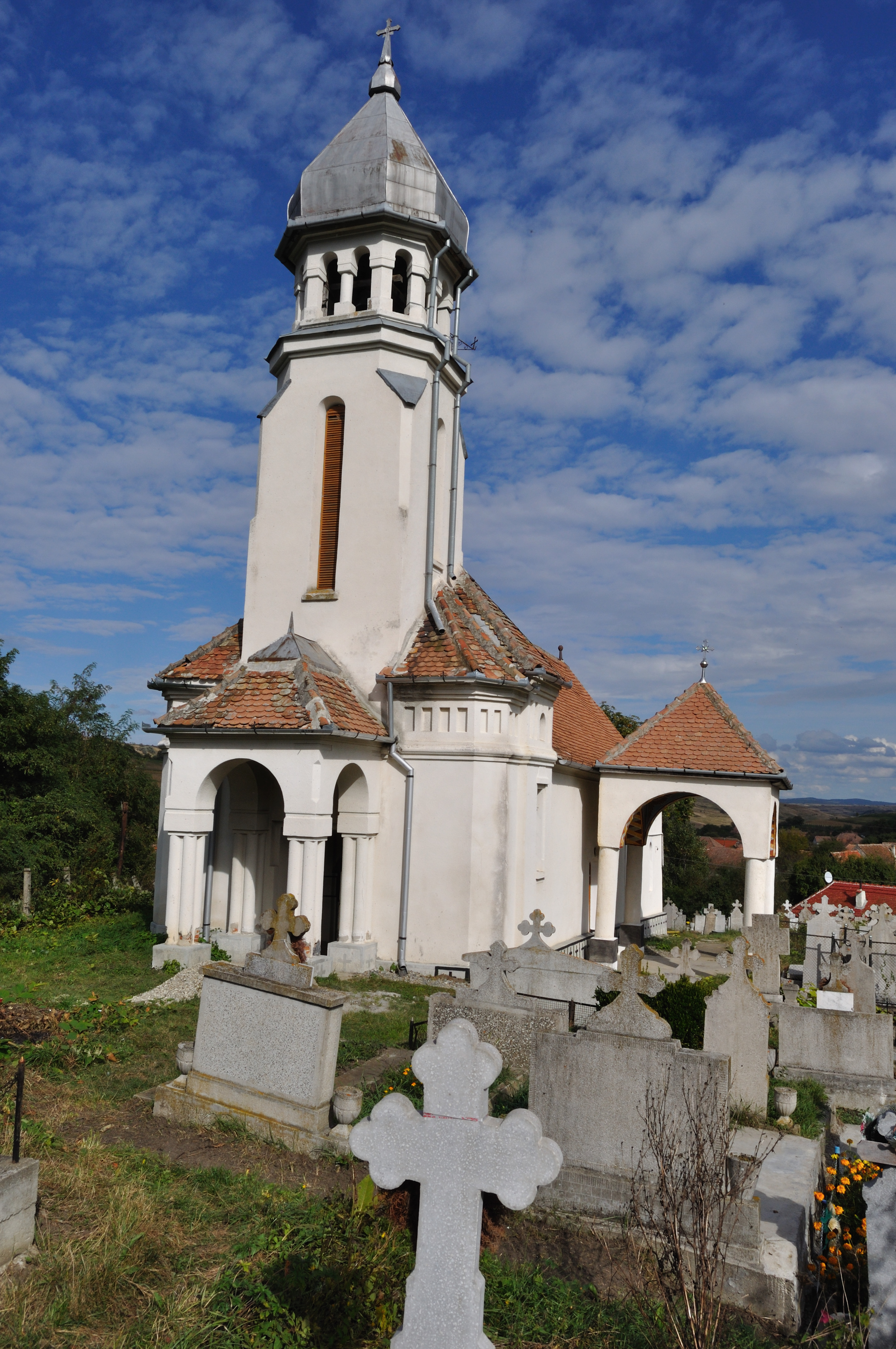
Biserica ortodoxă
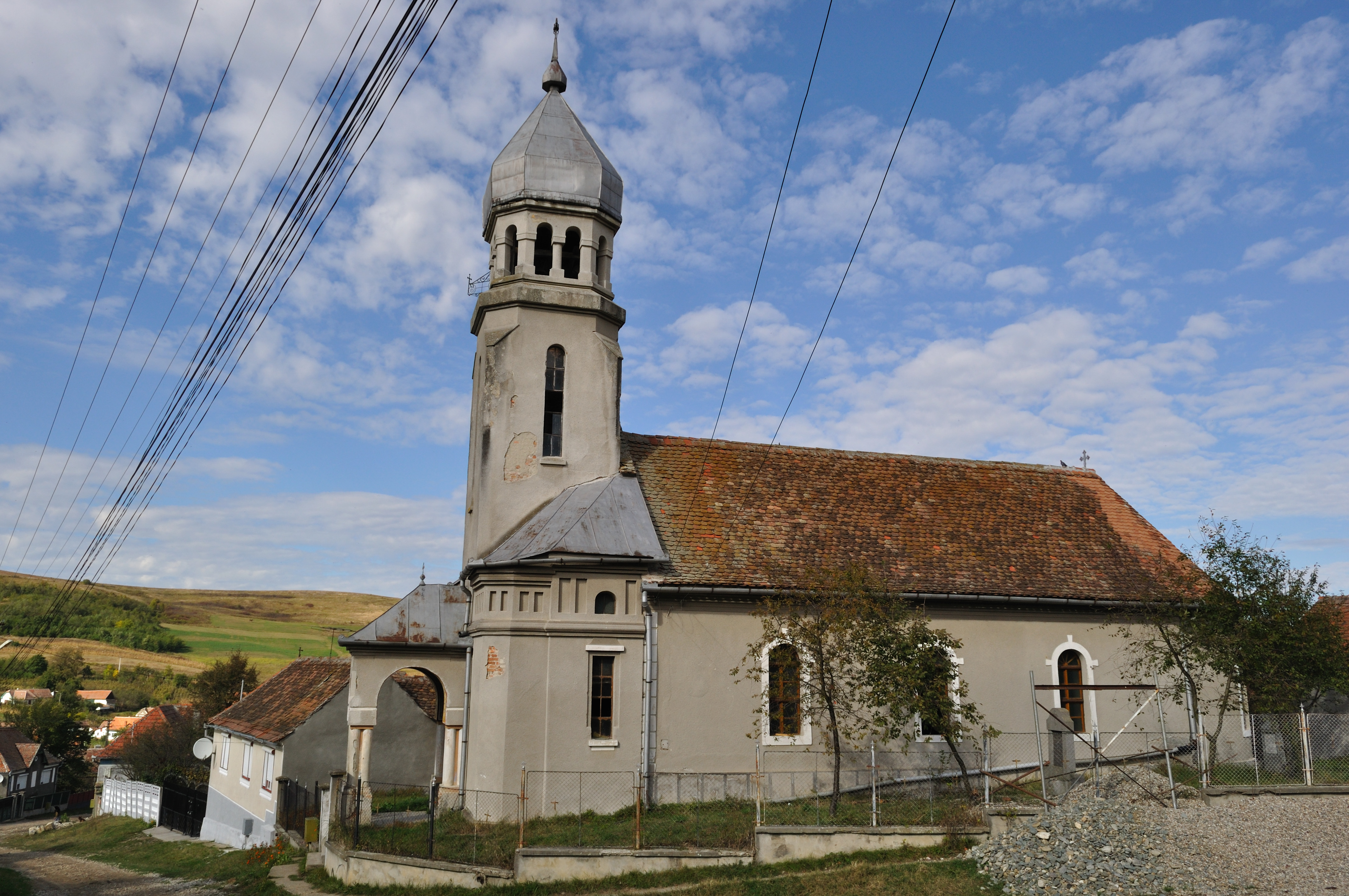
Biserica greco-catolică
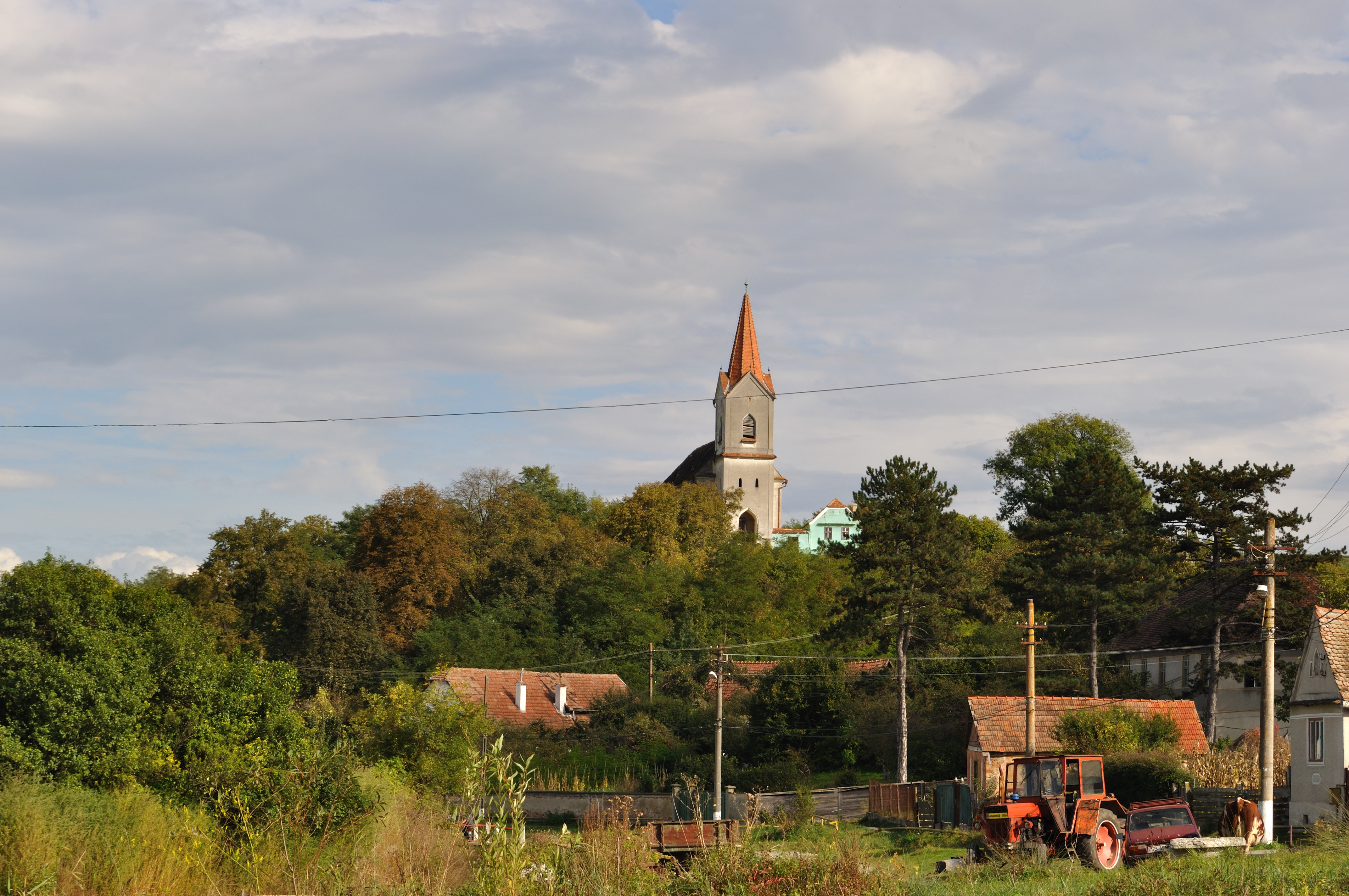
Biserica evanghelică
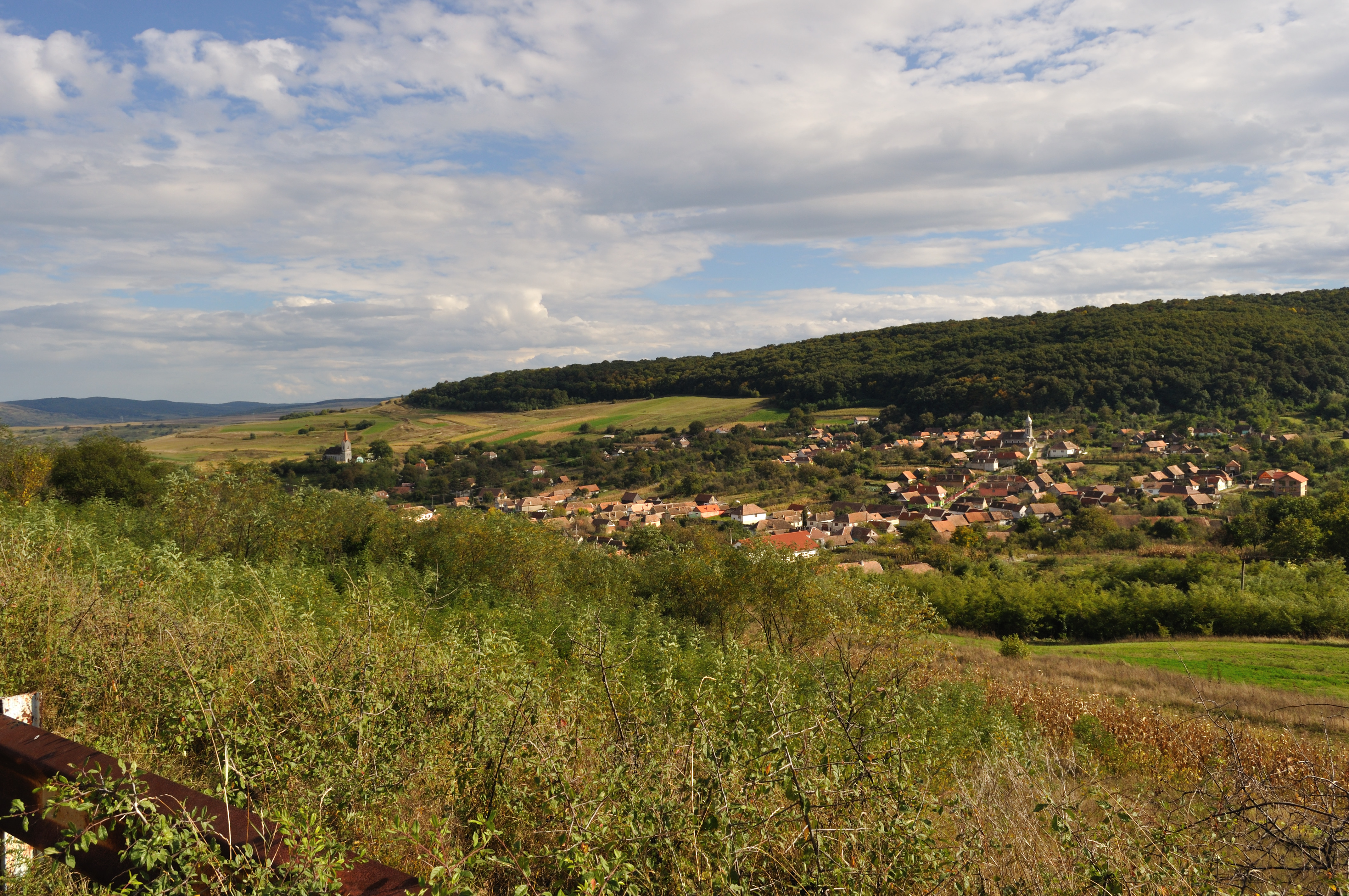
Panoramă de pe drumul spre Șoroștin